# Жан дьо ла Касиер
Жан дьо ла Касиер (на френски: Jean de la Cassière) е бил велик магистър от малтийският период на ордена на рицарите хоспиталиери на св. Йоан Кръстител. Той е начело на ордена в периода 1572 – 1581 г. Касиер е възложителя на построяването на монашеската църква на рицарите в новостроящия се град Валета, превърнала се по-късно в бароковата конкатедрала „Свети Йоан Кръстител“.
Преди възкачването на поста велик магистър, Касиер е бил водач на националната лига на Оверн в рамките на ордена. Спечелва слава и почести за храбростта си при битката за Зоара в Северна Африка. На 30 януари 1572 г. той е избран да наследи магистърския пост от Пиер дьо Монте.

## История
Началото на управлението на Касиер е белязано от поредица спорове и конфронтации между представлявания от него орден на хоспиталиерите и епископа на Малта относно рамките на църковната юрисдикция на последния. Подобни диспути са без прецедент в историята на ордена от установяването му на малтийския архипелаг през 1530 г. с протекцията на император Карл V. Магистърът не успява да разреши проблема вследствие на което той е отнесен до папа Григорий XIII, който изпраща представители на инквизицията да разследват случая. Това поражда огромно възмущение сред членовете на ордена.
Друг сериозен конфликт назрява през 1575 г. с Венецианската република, когато малтийски галери арестуват венециански кораб пренасящ стоки за еврейски търговци. В изблик от нанесената обида, всички имоти на хоспиталиерите на територията на Венеция са конфискувани. В създадения конфликт отново е намесен папата. Касиер трябва да заплати компенсации за разрешаване на проблема. Отново е предизвикано недоволство сред рицарите от възприетото като мъмрене и посегателство над придобитото им право да конфискуват всяка собственост на притежател, който не е християнин.
Третият и най-сериозен проблем предизвикал раздор в ордена през управлението на Касиер е възбуден от Филип II Испански. Кралят, самостоятелно използвайки влиянието си, опитва да изиска среща на неговия роднина 17-годишният архидюк Венцел австрийски (син на император Максимилиан II), с водача на хоспиталиерската национална лига на Кастилия и Леон. Възмутени от кралската намеса, кастилските рицари открито се разбунтуват против наложената среща. В отговор, папата им заповядва да се извинят публично пред великия магистър за неподчинението си.
Всички тези събития подклаждат нарастващото недоволство в ордена на св. Йоан срещу великия магистър Касиер, който е смятан за основен виновник за всичките проблеми и причинени унижения. Нещата прерастват в действителен метеж през 1581 г., когато Главният съвет на ордена сваля Касиер от поста му и го поставя под арест във форта Сейнт Анжело, Валета. Това е означавало, че избраният за лейтенант на великия магистър през 1577 г. Матурин Ромегас, де факто автоматично заема овакантения пост. Преди постът на лейтенант, Ромегас е бил водач на рицарите от Тулуза в ордена. Също така, той е сред най-почитаните морски герои на хоспиталиерите.
Папата незабавно изпраща специален пратеник да се запознае на място със случващото се и едновременно да администрира ордена до изглаждане на споровете. Касиер и Ромегас са призовани в Рим, където да обяснят действията си и да защитят каузите си. Касиер пристига във Ватикана на 26 октомври 1581 г., като по разпореждане на папа Григорий XIII е посрещнат с много почит и тържественост. В противоположност, Ромегас е третиран с голяма доза студенина и пренебрежимост. Той умира със сломен дух още в седмицата на пристигането си на 4 ноември 1581 г. Касиер е оправдан от всички обвинения срещу него и възстановен на поста велик магистър. Той обаче не живее дълго за да се наслади на триумфа си. Умира месец по-късно, на 21 декември 1581 г. в Рим на 79-годишна възраст. Тялото му е пренесено в Малта, където е погребан в криптата на великите магистри в построената от него конкатедрала „Свети Йоан Кръстител“.